# 披针叶素馨
披针叶素馨（学名：Jasminum prainii）为木犀科素馨属的植物，为中国的特有植物。分布于中国大陆的四川、广西、贵州等地，生长于海拔1,000米至1,500米的地区，一般生于山坡密林中，目前尚未由人工引种栽培。

## 别名
蒲氏素馨（植物分类学报）